# Lee Vining
Lee Vining ist ein census-designated place (CDP) im Mono County im US-Bundesstaat Kalifornien mit 217 Einwohnern (Stand: 2020). Er liegt auf einer Höhe von 2067 m am Westufer des Mono Lake unter der Sierra Nevada. Er ist benannt nach Leroy Vining, der in den 1850er Jahren als einer der ersten Weißen in die Region kam, um nach Bodenschätzen zu suchen. Als er keinen Erfolg hatte, wandte er sich der Forstwirtschaft zu.
Der Ort wird in Nord-Süd-Richtung erschlossen durch den US-Highway US-395 und liegt am Highway etwa 40 km südlich von Bridgeport und 45 km nördlich von Mammoth Lakes. Der Ort lebt vom Tourismus und profitiert von seiner Lage auf der Ostflanke der Sierra Nevada unterhalb des Osteingangs zum Yosemite-Nationalpark, der von Lee Vining über den 3031 m hohen Tioga Pass erreicht wird. Weitere touristische Ziele in der Region sind die Geisterstadt Bodie, der June Lake und Bachläufe mit hohem Wert für den Angelsport sowie im Winter die Skigebiete am June Mountain und Mammoth Mountain.